# Carina Round
Carina Round (Wolverhampton, 20 april 1979) is een Brits singer-songwriter.

## Biografie
Round kreeg bekendheid als support-act voor artiesten als David Gray, Miles Hunt, Ben Christophers, Mark Eitzel, Cousteau, Elbow, I am Kloot, Turin Brakes, Ed Harcourt en Ryan Adams.
Ze stelde een band samen en nam haar debuutalbum The First Blood Mystery op. Het album werd in tien dagen opgenomen en verscheen in 2001. Na de release volgde een tour door het Verenigd Koninkrijk.
In 2003 kwam Rounds tweede studioalbum uit, getiteld The Disconnection. De muziek werd in recensies vergeleken met Björk, PJ Harvey en Robert Plant. Na een Britse tour volgden ook optredens in de Verenigde Staten.
Round nam in 2005 het album Slow Motion Addict op, dat meer elementen uit de elektronische muziek bevat. In opvolgende jaren volgden samenwerkingen met Justin Rutledge, Billy Corgan en Tears for Fears.
Ze werd eind 2009 een touringlid van de band Puscifer, een Amerikaanse rockgroep opgericht door leadzanger Maynard Keenan van Tool.
Round bracht in 2016 het retrospectieve album Deranged to Divine uit, met nummers uit het verleden.

## Discografie

### Studioalbums
- 2001: The First Blood Mystery
- 2003: The Disconnection
- 2004: Lacuna (ep)
- 2007: Slow Motion Addict
- 2009: Things You Should Know (ep, digitaal uitgebracht)
- 2011: The First Blood Mystery (heruitgave met nieuwe uitvoeringen)
- 2012: Tigermending
- 2014: Deranged to Divine (met eerder uitgebrachte muziek)

### Singles
- 2004: "Into My Blood"
- 2011: "The Last Time"
- 2014: "Come Undone"

### Met Puscifer
- 2009: "C" Is for...
- 2010: Sound into Blood into Wine
- 2011: Conditions of My Parole
- 2013: Donkey Punch the Night
- 2015: Money Shot
- 2020: Existential Reckoning
- 2022: Parole Violator